# Philippe Arthuys
Pour les articles homonymes, voir Arthuys.
Philippe Arthuys est un musicien et réalisateur français né à Paris le 22 novembre 1928 et mort le 6 janvier 2010 à Toulouse. Il est le fils de l'homme politique et  résistant Jacques Arthuys, et père de la comédienne Sophie Arthuys, du réalisateur Bertrand Arthuys et du compositeur Christophe Arthuys. 

## Le Groupe de Recherche de Musique Concrète
C'est au sein du GRMC, avec Pierre Schaeffer et Pierre Henry, que Philippe Arthuys se familiarise avec la musique concrète. Le principe de base de la musique concrète consiste à travailler la matière sonore directement sur le support d'enregistrement, à partir d'une écoute assidue des éléments enregistrés, conformément à l'idée, que Schaeffer formule dès 1948, « qu'il existe un autre chemin que la notation pour accéder à la musique ».
À cette période, la musique concrète paraît essentiellement destinée à renouveler la musique dramatique. Le tempérament d’Arthuys s'accommodant bien de cette tendance, il recherche surtout les rapports de la musique avec la poésie ou l'image, dans des œuvres illustrant des textes de Kipling (Le crabe qui jouait avec la mer, 1955) ou d’Apollinaire (Le voyeur, pour un film de Henri Gruel, 1956). La libération d’esprit et de technique ainsi trouvée influence les musiques de films qu'il compose pour Jacques Rivette (Paris nous appartient, 1961) et Jean-Luc Godard (Les Carabiniers, 1963).
Mais la collaboration entre Maurice Béjart et Pierre Henry s'intensifie, et Philippe Arthuys se spécialise dans la composition de musiques de films, ce qui exaspère Pierre Schaeffer. Constatant qu'ils s'adonnent plus à la composition qu'à la recherche, celui-ci finit par les contraindre à démissionner du Groupe. Ce sera la fin de l'avant-garde de la musique concrète, et la naissance du GRM que l'on connaît encore aujourd'hui.

## Compositeur
Philippe Arthuys défend l'idée que le traitement musical doit être appréhendé par-delà sa fonction de renforcement du récit. Le musical doit demeurer selon lui « en dehors du film » : « Les nouvelles procédures prétendent à un plus haut degré d'abstraction, une plus grande complexité. En réaction, en lutte avec les images, son action visant à exhiber, voire à déterminer la structure filmique, le musical entre dans son rapport d'hétérogénéité avec le discours visuel.».
Il écrit de nombreuses musiques de films, entre autres : Les Camisards (1970) et Rude journée pour la Reine (1973) de René Allio, Le Vent des Aurès (1966), Chronique des années de braise (Palme d'or au Festival de Cannes de 1975), Vent de sable (1982) et la Dernière Image (1986) de Mohammed Lakhdar-Hamina. 
Parallèlement à la musique de film, Arthuys compose des musiques pour le théâtre, le cirque et la danse. Il écrit notamment la musique de Voilà l'homme (1956), ballet de Maurice Béjart sur un argument de Jacques Prévert.

## Réalisateur
Parallèlement à sa carrière de compositeur, il se dirige vers la réalisation. Il travaille comme assistant réalisateur sur Vanina Vanini de Roberto Rossellini puis réalise de nombreux films, faisant notamment tourner Françoise Prévost dans La Cage de verre (coréalisateur : Jean-Louis Levi-Alvarès, 1965), sur l'holocauste juif ; Jean Vilar dans Des Christs par milliers (1969), sur la violence du monde ; Jean Négroni dans Noces de sève (1979), parabole antinucléaire.

## Filmographie
- 1959 : Parfois le dimanche d'Ado Kyrou et Raoul Sangla (court métrage)
- 1959 : Inde, terre mère (India: Matri Buhmi) de Roberto Rossellini
- 1959 : Le Général Della Rovere (Il generale Della Rovere) de Roberto Rossellini
- 1960 : Le Trou de Jacques Becker
- 1960 : La ciociara de Vittorio De Sica
- 1961 : Vanina Vanini de Roberto Rossellini
- 1961 : Paris nous appartient de Jacques Rivette
- 1963 : Les Carabiniers de Jean-Luc Godard
- 1965 : La Cage de verre (coréalisateur :Jean-Louis Levi-Alvarès)
- 1966 : Le Vent des Aurès de Mohammed Lakhdar-Hamina
- 1969 : L'Opium et le Bâton d'Ahmed Rachedi
- 1969 : Des Christs par milliers
- 1969 : Dieu a choisi Paris (coréalisateur de ce documentaire avec Gilbert Prouteau)
- 1972 : Les Camisards de René Allio
- 1973 : Rude journée pour la reine de René Allio
- 1975 : Chronique des années de braise de Mohammed Lakhdar-Hamina
- 1974 : Et courir de plaisir
- 1979 : Noces de sève
- 1982 : Vent de sable de Mohammed Lakhdar-Hamina
- 1982 : Une femme pour mon fils de Ali Ghalem
- 1986 : La Dernière Image de Mohammed Lakhdar-Hamina

## Discographie
- 1955 : Le crabe qui jouait à la mer, d'après Rudyard Kipling
- 1956 remasterisé en 2010 : Panorama de la musique concrète Pierre Henry / Pierre Schaeffer / Philippe Arthuys